# Brachyscome gracilis
Brachyscome gracilis là một loài thực vật có hoa trong họ Cúc. Loài này được G.L.Davis mô tả khoa học đầu tiên năm 1955.